# Amanda Mayor
Amanda Mayor (Paraná, 7 de marzo de 1929 - ib., 7 de junio de 2005) fue una artista plástica argentina militante por los derechos humanos. Sus obras se encuentran expuestas en Entre Ríos, Chaco, Santa Fe, Buenos Aires, Nueva York, Washington, Mantua, Toledo y el Cantón de Valais.

## Carrera
Estudió Artes Visuales en la Escuela Provincial de Artes Visuales Profesor López Carnelli y se desempeñó como muralista, pintora, escultora y escritora. También obtuvo los títulos de Maestra Normal Nacional en la Escuela Normal José María Torres, de Paraná, Maestra de Inglés en la Asociación Cultural Inglesa de Paraná y profesora de Italiano en la Escuela Dante Alighieri de Paraná.
Realizó estudios de Historia del Arte en Roma becada por la Escuela Dante Alighieri y de Orientación Didáctica en Madrid, becada por el Instituto de Cultura Hispánica.

## Reconocimientos
En 1981 recibió la placa “Al mérito artístico” también fue destacada como “Huésped de Honor” por el Honorable Concejo Deliberante de Paraná, teniendo la misma distinción en Resistencia, pero en 1986. Ese mismo año, obtuvo el pergamino “Por los valores humanos y su lucha en pos de la verdad y la justicia” de la Universidad Nacional del Nordeste. En 1997 se llevó el galardón “Madre Teresa de Calcuta”, y un año más tarde el Primer Premio a la Excelencia. Además, fue Huésped de Honor por el Honorable Concejo Deliberante de Paraná (1999) y de Resistencia (2003) y el título de Ciudadana Ilustre en ambas ciudades. 
Asimismo, en su honor, llevan su nombre un aula de la Escuela Nº 3 Bernardino Rivadavia de su ciudad natal y el auditorio del rectorado de la Universidad Autónoma de Entre Ríos (UADER).
La Escuela Secundaria de Jóvenes y Adultos N 6 de la ciudad de Paraná, Entre Ríos, lleva su nombre desde octubre de 2017. Esta institución se encuentra ubicada dentro de la Unidad Penal Femenina N 6 "Concepción Arenal". 
En febrero de 2019 se le realizó un homenaje a la obra de su autoría, el “Monumento a la Memoria”, donde se inauguró una baldosa con código QR.
También, en marzo de 2001,  en el marco del mes de la mujer la Secretaría de Turismo y Cultura presentó la muestra “Amanda Mayor. Mujer, artista, madres, pensadora”, en el Archivo Histórico de Entre Ríos.

## Militancia
Su lucha por los derechos humanos comenzó tras el asesinato de su hijo, Fernando Piérola, en la Masacre de Margarita Belén el 13 de diciembre de 1976 en la provincia de Chaco. Fue cofundadora de la Asociación de Familiares y Amigos de Desaparecidos Entrerrianos y en Entre Ríos (AFADER) creada en 1995.
Se publicó póstumamente un libro, Amanda, Dolor y Esperanza, con sus textos, poemas y cartas, la mayoría relacionados con su hijo Fernando desaparecido en 1976 en la Masacre de Margarita Belén en la provincia de Chaco y con su lucha por justicia en ese lugar. El texto fue compilado por su familia.

## Obras

### Murales (selección)
- "Resurrección del Hombre" (Paraná, Argentina)
- "Nuestra Historia" (Paraná, Argentina)
- "La Creación" (Paraná, Argentina)
- "Argentina Dolor y Esperanza" (Aula Magna de la Universidad Nacional del Nordeste, Resistencia, Argentina, 1986)[6]
- "Los inmigrantes" (Nax, Suiza, 1995)
- "La Pasión de Cristo" (Bramois, Suiza, 1996)

### Esculturas (selección)
- "Réplica de la escultura Venus saliendo del baño" (Paraná, Argentina,1991)
- "Monumento a la Memoria" (Plaza Sáenz Peña, Paraná, Argentina, 1995)[7][8]
- "El Principito" (Parque Rivadavia de Concordia, Argentina, 1995)

###### Acerca de la obra "Monumento a la memoria"

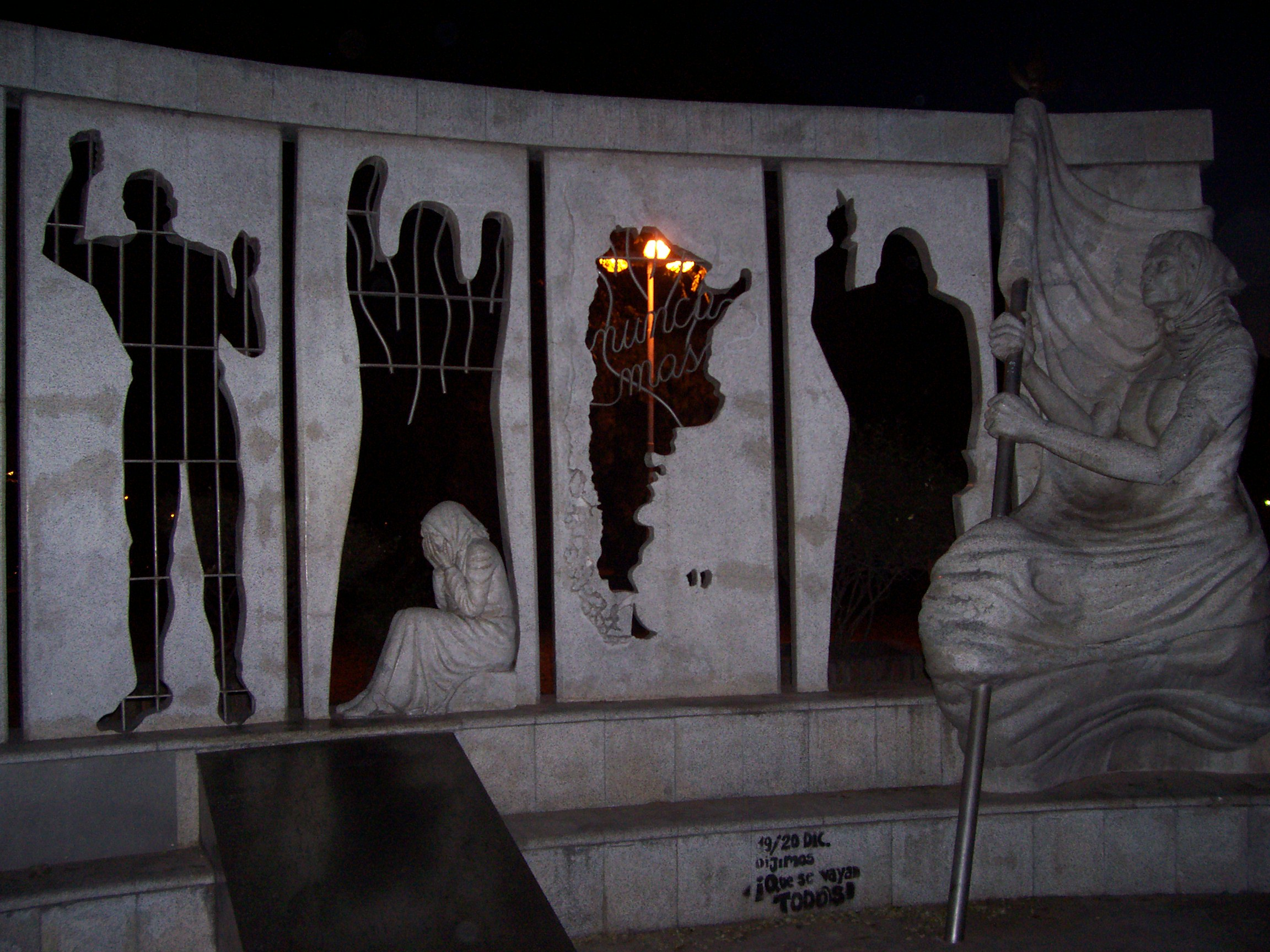
Escultura "Monumento a la memoria" - Paraná

Entre las obras más destacadas de Amanda Mayor se encuentra la escultura "Monumento a la Memoria", ubicada en la Plaza Sáenz Peña de Paraná. La obra tiene una dimensión de 5 metros de ancho, por 3 de altura y 4 de profundidad y se encuentra emplazada en la esquina de calles Enrique Carbó e Irigoyen.
La voluntad de la artista era colocar la obra en la Plaza Alvear, espacio público céntrico de gran visibilidad en la ciudad, intentando articular este proyecto con la colocación de una placa que recordara a los desaparecidos en Entre Ríos durante la última dictadura militar argentina. No obstante el Concejo Deliberante de la ciudad consideró que el estilo afrancesado de la plaza no compatibilizaba con la propuesta artística.
Finalmente la obra fue autorizada para su emplazamiento en la Plaza Sáenz Peña tras la promulgación de una ordenanza municipal. Por dicha obra la artista no percibió honorarios y realizó diversas gestiones en busca de apoyo económico para poder llevarla adelante.
Desde su colocación, el monumento se ha convertido en un punto de congregación para las marchas por la memoria cada 24 de marzo, así como epicentro de actividades públicas relacionadas con los derechos humanos en Paraná.